# Kevin Luhman
Kevin Luhman ist ein US-amerikanischer Astronom. Sein Fachgebiet ist die Suche nach Exoplaneten und Gebiete im Universum, die für extraterrestrisches Leben geeignet sind.

## Leben
Luhman studierte Physik und Astronomie an der University of Texas at Austin, wo er im Mai 1993 seinen Bachelor erreichte und Mitarbeiter wurde. Sein Ph.D. gelang ihm im August 1998 an der University of Arizona. Danach war er ab 1998 bis 2002 am Smithsonian Center for Astrophysics und ab 2002 bis 2005 war er am Smithsonian Astrophysical Observatory tätig. Seit 2005 arbeitet er als Hochschullehrer an der Pennsylvania State University.
Luhman identifizierte den massenarmen Braunen Zwerg OTS 44 (ca. 15 Jupitermassen). Im März 2013 wird in den internationalen Medien bekannt, dass Luhman WISE 1049–5319 (Luhman 16), ein sonnennahes Doppelsystem von Braunen Zwergen identifiziert hat.